# Zamorze
Zamorze [pronunciación en polaco: /zaˈmɔʐɛ/] es un pueblo ubicado en el distrito administrativo de Gmina Pniewy, dentro del Distrito de Szamotuły, Voivodato de Gran Polonia, en el oeste de Polonia central. Se encuentra aproximadamente a 4 kilómetros al suroeste de Pniewy, a 28 kilómetros al suroeste de Szamotuły, y a 49 kilómetros al oeste de la capital regional Poznań.